# Xiaoshi (häradshuvudort)
Xiaoshi är en häradshuvudort i Kina. Den ligger i provinsen Liaoning, i den nordöstra delen av landet, omkring 82 kilometer sydost om provinshuvudstaden Shenyang. Antalet invånare är 30 734. Befolkningen består av 14 848 kvinnor och 15 886 män. Barn under 15 år utgör 10,0 %, vuxna 15-64 år 79 %, och äldre över 65 år 9,0 %.
Runt Xiaoshi är det ganska tätbefolkat, med 83 invånare per kvadratkilometer. Xiaoshi är det största samhället i trakten. I omgivningarna runt Xiaoshi växer i huvudsak blandskog.
Genomsnittlig årsnederbörd är 1 193 millimeter. Den regnigaste månaden är juli, med i genomsnitt 316 mm nederbörd, och den torraste är januari, med 11 mm nederbörd.